# Plumatella evelinae
Espèce
 Plumatella evelinae  est l’une de la presque centaine d'espèce de bryozoaire d'eau douce (74 espèces de phylactolaemates et  20 gymnolaemates selon les données revues par JA Massard & G Geimer en 2008) au sein de la famille des Plumatellidae.
Cette espèce a été décrite par Marcus en 1941.

## Dénomination
- Son nom de genre (Plumatella) provient du fait que, vu de près, ses polypes donnent à une colonie dense un aspect « plumeux » ;
- Son nom d'espèce est « evelinae»

## Identification  taxonomiques
L’espèce ne peut pas être identifiée facilement. Les critères d’identifications sont la taille, la forme et les motifs de ses propagules (statoblastes), flottoblastes (statoblastes à anneau flottant) qui doivent être observés au microscope optique ou au microscope électronique.

### Guide ou clés de détermination
- Mundy - Clé de détermination des bryozoaires anglais et européens
- Wood II - Nouvelle clé de détermination des bryozoaires anglais, irlandais et d'Europe continentale (A new key to the freshwater bryozoans of Britain, Ireland and Continental Europe)
- Massard, J. A., & Geimer, G. (2008). Global diversity of bryozoans (Bryozoa or Ectoprocta) in freshwater: an update ; Bulletin de la Société des naturalistes luxembourgeois, 109, 139-148